# Abbashalimpaşa, Çifteler
Abbashalimpaşa là một xã thuộc huyện Çifteler, tỉnh Eskişehir, Thổ Nhĩ Kỳ. Dân số thời điểm năm 2011 là 300 người.